# Tiro esportivo nos Jogos Pan-Americanos de 2023 - Carabina de ar 10 m feminino
A competição da carabina de ar 10 m feminino do tiro esportivo nos Jogos Pan-Americanos de 2023 foi disputada em 21 de outubro de 2023 no Polígono de Tiro, em Pudahuel. Um total de 26 atiradoras de 14 Comitês Olímpicos Nacionais (CON) participaram do evento.

## Calendário
Horário local (UTC−3).
| Data          | Hora  | Fase           |
| ------------- | ----- | -------------- |
| 21 de outubro | 9:00  | Qualificatória |
| 21 de outubro | 13:30 | Final          |

## Medalhistas
| Ouro   | USA Sagen Maddalena |
| Prata  | ARG Fernanda Russo  |
| Bronze | USA Mary Tucker     |

## Resultados

### Qualificatória
As oito primeiras atiradoras se classificam para a final.
| Pos. | Atiradora               | CON                                 | 1     | 2     | 3     | 4     | 5     | 6     | Total | Notas |
| ---- | ----------------------- | ----------------------------------- | ----- | ----- | ----- | ----- | ----- | ----- | ----- | ----- |
| 1    | Sagen Magdalena         | USA Estados Unidos                  | 104.9 | 105.9 | 105.2 | 105.4 | 104.9 | 105.6 | 631.9 | Q,    |
| 2    | Mary Tucker             | USA Estados Unidos                  | 106.0 | 104.0 | 105.2 | 104.5 | 105.3 | 105.2 | 630.2 | Q     |
| 3    | Alison Weisz            | USA Estados Unidos                  | 104.4 | 103.5 | 104.6 | 103.6 | 104.4 | 105.4 | 625.9 | Q     |
| 4    | Goretti Zumaya          | MEX México                          | 105.2 | 106.0 | 104.5 | 104.6 | 103.5 | 101.2 | 625.0 | Q     |
| 5    | Fernanda Russo          | ARG Argentina                       | 105.4 | 102.8 | 104.7 | 103.7 | 104.2 | 103.5 | 624.3 | Q     |
| 6    | Yarimar Mercado         | PUR Porto Rico                      | 104.0 | 102.9 | 103.2 | 103.7 | 103.5 | 106.0 | 623.3 | Q     |
| 7    | Geovana Meyer           | BRA Brasil                          | 102.1 | 103.6 | 105.4 | 102.9 | 105.0 | 104.0 | 623.0 | Q     |
| 8    | Alexia Arenas           | PER Peru                            | 104.1 | 103.1 | 104.3 | 103.5 | 103.8 | 103.2 | 622.0 | Q     |
| 9    | Jasmine Matta           | EAI Equipe de Atletas Independentes | 102.9 | 103.6 | 103.4 | 103.4 | 104.5 | 103.2 | 621.0 |       |
| 10   | Lisbet Hernández        | CUB Cuba                            | 103.8 | 103.3 | 104.7 | 102.2 | 102.6 | 104.1 | 620.7 |       |
| 11   | Adianez Martínez        | CUB Cuba                            | 103.4 | 104.6 | 102.1 | 102.6 | 105.3 | 101.7 | 619.7 |       |
| 12   | Sara Vizcarra           | PER Peru                            | 102.7 | 106.2 | 101.6 | 105.3 | 103.3 | 99.9  | 619.0 |       |
| 13   | Polymaría Velásquez     | EAI Equipe de Atletas Independentes | 103.1 | 102.4 | 104.1 | 101.8 | 102.3 | 104.4 | 618.1 |       |
| 14   | Aleandra Robinson       | PUR Porto Rico                      | 103.3 | 103.1 | 102.7 | 101.5 | 103.2 | 103.8 | 617.6 |       |
| 15   | Gladys Aguilera         | CHI Chile                           | 101.4 | 101.4 | 103.2 | 103.7 | 102.3 | 103.1 | 615.1 |       |
| 16   | Luisa Márquez           | MEX México                          | 101.1 | 103.2 | 103.9 | 102.0 | 103.0 | 101.3 | 614.5 |       |
| 17   | Ana Cruz                | ECU Equador                         | 101.7 | 101.6 | 103.1 | 102.9 | 102.3 | 102.3 | 613.9 |       |
| 18   | Lola Sánchez            | ARG Argentina                       | 102.8 | 102.4 | 102.2 | 101.3 | 104.5 | 99.8  | 613.0 |       |
| 19   | Ana Ramírez             | ESA El Salvador                     | 103.5 | 103.8 | 102.1 | 100.0 | 99.6  | 102.2 | 611.2 |       |
| 20   | Selenia Ledezma         | BOL Bolívia                         | 100.1 | 103.1 | 100.2 | 102.6 | 101.8 | 101.9 | 609.7 |       |
| 21   | Allison Aguilera        | CHI Chile                           | 99.6  | 100.7 | 100.4 | 103.6 | 103.0 | 101.6 | 608.9 |       |
| 22   | Simone Koch             | BRA Brasil                          | 100.5 | 100.0 | 99.7  | 104.5 | 101.3 | 101.0 | 607.0 |       |
| 23   | Mariel López            | NCA Nicarágua                       | 100.6 | 102.3 | 100.5 | 99.5  | 101.2 | 101.4 | 605.5 |       |
| 24   | Johanna Pineda          | ESA El Salvador                     | 98.2  | 101.3 | 103.2 | 101.5 | 102.0 | 99.0  | 605.2 |       |
| 25   | María Auxiliadora López | NCA Nicarágua                       | 100.3 | 98.6  | 100.1 | 101.1 | 100.7 | 102.7 | 603.5 |       |
| 26   | Dairene Márquez         | VEN Venezuela                       | 90.4  | 95.2  | 96.9  | 101.2 | 98.5  | 95.0  | 577.2 |       |

### Final
| Pos.              | Atiradora           | 1º estágio | 1º estágio | 2º estágio – eliminação | 2º estágio – eliminação | 2º estágio – eliminação | 2º estágio – eliminação | 2º estágio – eliminação | 2º estágio – eliminação | 2º estágio – eliminação | Total | Notas                            |
| ----------------- | ------------------- | ---------- | ---------- | ----------------------- | ----------------------- | ----------------------- | ----------------------- | ----------------------- | ----------------------- | ----------------------- | ----- | -------------------------------- |
| Medalha de ouro   | USA Sagen Magdalena | 51.2       | 103.7      | 124.3                   | 145.7                   | 166.2                   | 187.2                   | 207.9                   | 228.8                   | 10.8 9.9                | 249.5 | Recorde dos Jogos Pan-Americanos |
| Medalha de prata  | ARG Fernanda Russo  | 52.3       | 102.2      | 123.3                   | 143.0                   | 164.2                   | 185.7                   | 206.2                   | 226.8                   | 10.5 10.7               | 248.0 |                                  |
| Medalha de bronze | USA Mary Tucker     | 51.4       | 103.6      | 124.3                   | 144.9                   | 164.8                   | 186.4                   | 206.9                   | 9.4 10.0                | —                       | 226.3 |                                  |
| 4                 | USA Alison Weisz    | 51.3       | 103.2      | 124.1                   | 145.2                   | 165.2                   | 185.6                   | 9.8 10.2                | —                       | —                       | 205.6 |                                  |
| 5                 | MEX Goretti Zumaya  | 49.9       | 102.3      | 122.5                   | 143.3                   | 164.4                   | 9.6 10.5                | —                       | —                       | —                       | 184.5 |                                  |
| 6                 | BRA Geovana Meyer   | 50.2       | 100.6      | 121.1                   | 141.9                   | 9.6 10.4                | —                       | —                       | —                       | —                       | 161.9 | SO: 10.4                         |
| 7                 | PER Alexia Arenas   | 51.6       | 101.3      | 120.6                   | 10.8 10.5               | —                       | —                       | —                       | —                       | —                       | 141.9 | SO: 9.8                          |
| 8                 | PUR Yarimar Mercado | 51.1       | 98.5       | 10.5 10.6               | —                       | —                       | —                       | —                       | —                       | —                       | 119.6 |                                  |